# Outcast (1928)
Outcast é um filme mudo estadunidense de 1928, do gênero drama, dirigido por William A. Seiter, e estrelado por Corinne Griffith. O filme, baseado na peça teatral homônima de 1914, de Hubert Henry Davies, foi produzido e distribuído pela First National Pictures. A produção de Seiter foi lançada inteiramente de forma muda, mas possuiu músicas e efeitos sonoros feitos em discos Vitaphone.
A história de Davies foi transformada em filme em 1916 como "The World and the Woman", com Jeanne Eagels; depois como "Outcast" (1917), com Ann Murdock. A história foi adaptada novamente em 1922 como "Outcast", dessa vez estrelada por Elsie Ferguson. A peça teatral também foi a base para "The Girl from 10th Avenue" (1935), primeiro filme sonoro feito a partir desse mesmo roteiro. Foi estrelado por Bette Davis e lançado pela Warner Bros.

## Sinopse
Miriam (Corinne Griffith), uma prostituta, é despejada de seu apartamento em São Francisco e, com seus últimos dólares no bolso, conhece Geoffrey (Edmund Lowe), um sujeito da alta sociedade que bebe muito para tentar curar seu coração partido. Geoffrey gosta de Miriam e, por capricho, a leva para a igreja onde sua amada, Valentine (Kathryn Carver), está se casando com o bem-sucedido Moreland (Claude King).
Geoffrey se torna muito ligado a Miriam e aluga um apartamento para ela. Miriam se apaixona profundamente por ele e fica desesperada quando Valentine, sem escrúpulos nem coração, reaparece repentinamente querendo reatar o noivado com Geoffrey. Miriam tenta retornar às ruas apenas para descobrir que, profundamente apaixonada por alguém pela primeira vez em sua vida, ela não consegue se entregar para outro homem.
Miriam então consegue mostrar a Geoffrey que Valentine é uma mulher interesseira, manipuladora e farsante, que ama e preza apenas o dinheiro; e Geoffrey, finalmente voltando a si, rejeita Valentine e percebe que Miriam é a mulher de seus sonhos, e que é ela quem ele quer por perto.

## Elenco
- Corinne Griffith como Miriam
- Edmund Lowe como Geoffrey
- James Ford como Tony
- Kathryn Carver como Valentine
- Huntley Gordon como Hugh
- Louise Fazenda como Mabel
- Claude King como Moreland
- Sam Hardy como Jack
- Patsy O'Byrne como Sra. O'Brien
- Lee Moran como Fred

## Preservação
Uma impressão do filme é mantida na Cineteca Italiana, em Milão, Itália. Anteriormente, uma fonte afirmou que a produção existente na Itália era a versão de 1922 da história, mas a versão de 1928 é a que está presente na lista da Cineteca.